# Ben Stom
Bertus „Ben“ Stom (* 13. Oktober 1886 in Malang, Niederländisch-Indien, heute Indonesien; † 18. August 1965 in Den Haag, Niederlande) war ein niederländischer Fußballspieler. Er gehörte 1905 der Elf an, die das erste offizielle Länderspiel der niederländischen Nationalmannschaft bestritt.

## Karriere

### Vereine
Stom spielte auf Vereinsebene von 1904 bis 1907 für die in Breda ansässige Cadetten Voetbal Vereniging Velocitas. In der Saison 1907/08 gehörte er dem in Haarlem ansässigen Koninklijke HFC an.

### Nationalmannschaft
Er bestritt von seinem Debüt, das zugleich das erste offizielle Spiel der niederländischen Nationalmannschaft war, am 30. April 1905 in Antwerpen gegen die belgische Auswahl bis zu seinem letzten Einsatz am 29. März 1908, abermals beim südlichen Nachbarn, neun Länderspiele für die Niederlande. Ein Tor erzielte er nicht.